# DualDisc

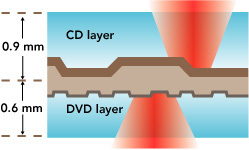
Hur en DualDisc fungerar

DualDisc är en typ av optisk skiva med information på bägge sidor. Den ena sidan är en vanlig cd medan den andra är en DVD. Formatets största konkurrent är SACD.